# Ali Annabi
Ali Annabi (arabisch علي عنابي, DMG ʿAlī ʿAnnābī; * 6. November 1939 in Berlin, Deutsches Reich) ist ein ehemaliger tunesischer Fechter.

## Karriere
Ali Annabi nahm an den Olympischen Sommerspielen 1960 in Tokio teil. Sowohl im Einzelwettkampf mit dem Degen als auch im Säbel-Einzel schied er in der 1. Runde aus.